# Xã Riverdale, Quận Kossuth, Iowa
Xã Riverdale (tiếng Anh: Riverdale Township) là một xã thuộc quận Kossuth, tiểu bang Iowa, Hoa Kỳ. Năm 2010, dân số của xã này là 239 người.